# Picanço-núbio
Picanço-núbio ou picanço-da-núbia (nome científico: Lanius nubicus) é uma espécie de pássaro da família Laniidae que se reproduz principalmente no sudeste da Europa e no extremo leste do Mediterrâneo, com populações isoladas no leste do Iraque e oeste do Irã. É uma ave migratória e inverna principalmente no nordeste da África. Prefere florestas abertas com arbustos e algumas árvores de grande porte, de onde procura alimento. Suas presas — insetos e pequenos vertebrados — são capturadas no solo, e depois espetadas em espinhos ou arame farpado, podendo ser devoradas imediatamente ou "guardadas" para serem consumidas mais tarde. Esse hábito de empalar suas vítimas rendeu má reputação à espécie.
Ele é o menor membro do seu gênero, sendo pequeno e de cauda longa. O macho tem as partes superiores pretas; coroa, testa e lista supraciliar brancas, além de grandes manchas claras nos ombros e asas. Garganta, laterais do pescoço e partes inferiores do corpo também são brancas, com laranja nas laterais e no peito. A fêmea tem a plumagem com cores menos vívidas, suas partes superiores são preto-amarronzadas e há uma coloração cinza ou acastanhada nos ombros e nas partes inferiores. O juvenil tem as partes superiores castanho-acinzentadas, com faixas mais escuras da cabeça ao final do dorso, testa cinza pálido, cor esbranquiçada nas partes inferiores e asas marrons com manchas brancas. A ave emite chamados curtos e estridentes, mas sua canção é relativamente suave e parecida com a da felosa-das-oliveiras‎.
A população de picanços-núbios tem diminuído nas últimas décadas na Europa. A espécie está em declínio na Grécia e na Turquia por causa da perda de habitat, e uma grande diminuição de sua população em Israel vem ocorrendo possivelmente pelo uso de pesticidas. Na Somália, já é considerada rara. No entanto, o declínio populacional não é rápido o suficiente para se enquadrar nos critérios de vulnerabilidade da União Internacional para a Conservação da Natureza e dos Recursos Naturais (UICN). Além disso, estima-se que haja 600 mil indivíduos no mundo e sua área de reprodução abranja cerca de 353 mil km2, fazendo com que o pássaro seja classificado pela UICN como uma "espécie pouco preocupante".

## Taxonomia
Os picanços constituem um grupo de aves passeriformes esbeltas e de cauda longa, a maioria das quais agrupadas no gênero Lanius. Têm pescoço curto, asas arredondadas e a ponta do bico em forma de gancho. São encontrados principalmente em habitats abertos. O parentesco do picanço-núbio, também chamado de pincaço-da-núbia, com os outros membros de seu gênero ainda não foi bem estabelecido; os picanços "marrons" (picanço-castanho, picanço-de-dorso-ruivo e picanço-isabel), e espécies tropicais como o Lanius somalicus, foram apontados como possíveis "primos" próximos. O picanço-núbio não tem subespécies conhecidas.
A ave foi descrita pela primeira vez pelo explorador e naturalista alemão Martin Lichtenstein em 1823, quando foi instituído seu nome científico atual, Lanius nubicus. Lanius é uma palavra de origem latina que significa açougueiro, uma referência ao hábito dos picanços de espetar suas presas, ato que lembra açougueiros pendurando peças de carne. O epíteto específico nubicus quer dizer "originário da Núbia", uma região no nordeste da África. Um ano depois, em 1824,  o pássaro foi descrito de forma independente pelo zoólogo holandês Coenraad Jacob Temminck como Lanius personatus, do latim personatus, "mascarado", referindo-se, assim como o nome popular em língua inglesa ("masked shrike"), à aparência da ave. No entanto, o nome mais antigo, Lanius nubicus, permanece sendo válido até hoje. Um sinônimo foi proposto mais tarde em 1844, L. leucometopon (do grego leukos, "branco", e metopon, "testa"), remetendo a um detalhe distintivo na cabeça do animal. Em 1905, o ornitólogo austríaco Othmar Reiser referiu-se à espécie sob o nome Lanius atticus (referindo-se à Ática) no terceiro volume do seu livro Materialien zu einer Ornis Balcanica, uma obra sobre a avifauna dos Balcãs. Em inglês, o termo "shrike", registrado pela primeira vez em 1545, é uma referência aos gritos estridentes emitidos por esse tipo de ave, e o nome comum tradicional "Butcherbird" ("pássaro-açougueiro", em tradução livre) refere-se ao ato de empalar as presas, e tem sido usado pelo menos desde 1668.

## Descrição

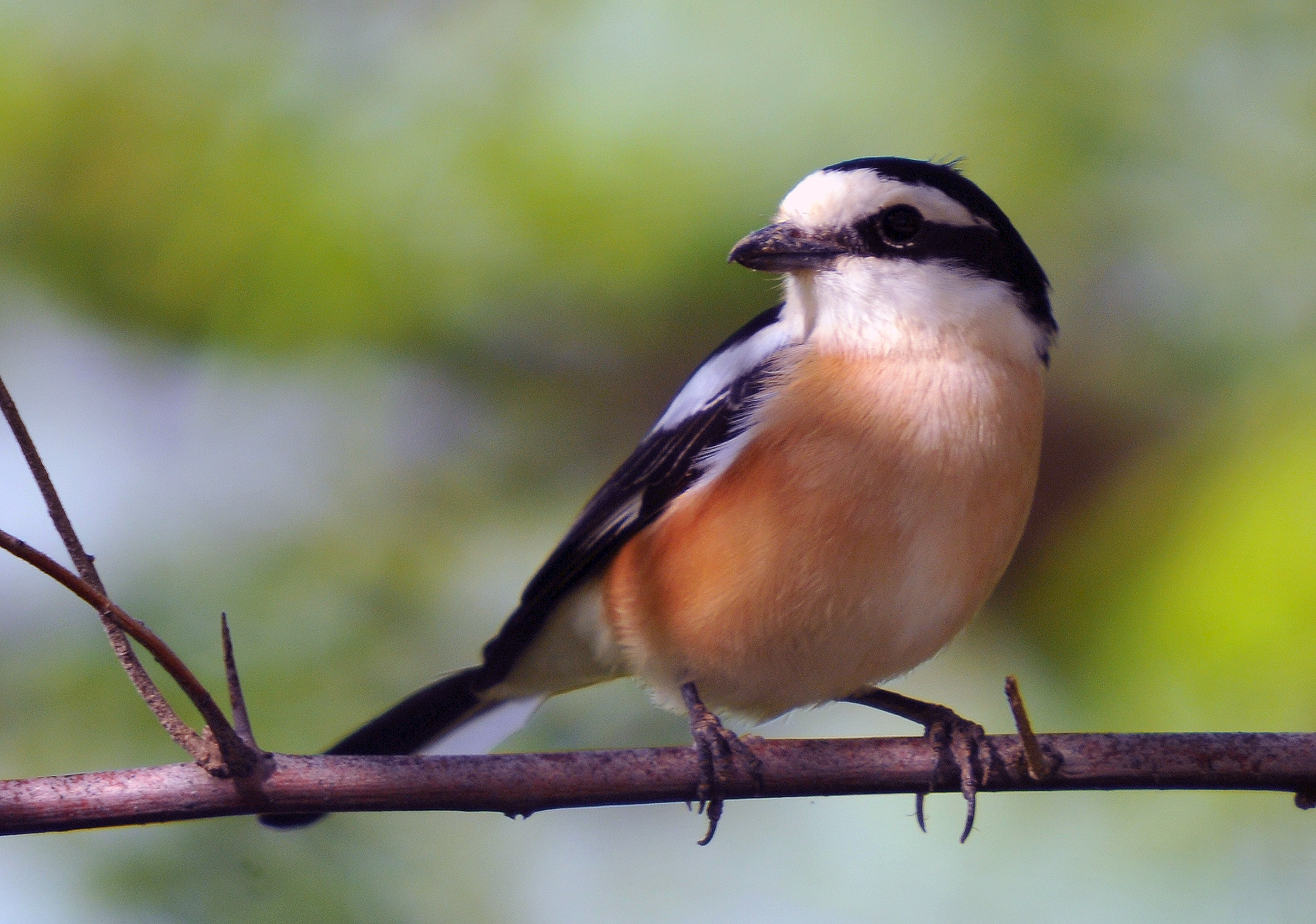
O macho (foto) tem as cores mais vívidas que a fêmea.

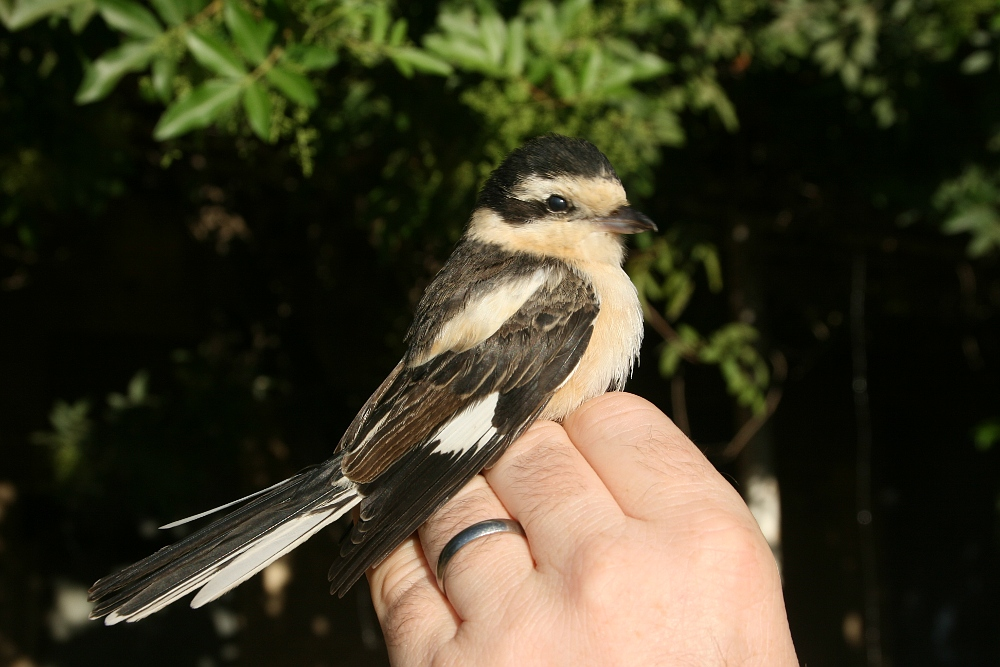
Uma fêmea em Israel.

O picanço-núbio é o menor de seu gênero. É uma ave esbelta que normalmente pesa de 20 a 23 g, mede entre 17 e 18,5 cm de comprimento, e 24 a 26,5 cm de envergadura. Possui uma cauda longa e um bico relativamente pequeno, com bordos cortantes de cada lado; sua mandíbula superior tem uma crista triangular que se encaixa no entalhe correspondentemente da mandíbula inferior. Essa adaptação é normalmente encontrada apenas em falcões.
O macho tem a parte superior do corpo predominantemente preta, com a testa e lista supraciliar brancas. Há grandes manchas brancas nos ombros e penas primárias, e algumas de suas penas ultraperiféricas da cauda também são brancas. Garganta, laterais do pescoço e partes inferiores do corpo também são brancas, com laranja nas laterais e no peito. Sua íris é marrom e suas pernas são castanho-escuras ou pretas. A fêmea tem a plumagem com cores menos vívidas, suas partes superiores são preto-amarronzadas e há uma coloração cinza ou acastanhada nos ombros e nas partes inferiores. O juvenil tem as partes superiores castanho-acinzentadas, com faixas mais escuras da cabeça ao final do dorso, testa cinza pálido, cor esbranquiçada nas partes inferiores e asas marrons com manchas brancas.
O picanço-núbio é muito parecido com o picanço-barreteiro, mas seu corpo é menor e mais esbelto, e tem a cauda maior. Adultos das duas espécies são facilmente distinguidos, uma vez que o picanço-núbio tem uma área branca em sua cabeça e o dorso escuro, enquanto que o picanço-barreteiro possui uma coroa negra, nuca cor de ferrugem e dorso branco. Os juvenis das duas espécies são ainda mais parecidos, mas o picanço-núbio tem a cauda mais longa, cara mais pálida, e dorso cinza; enquanto o outro exibe uma tonalidade de areia no dorso, e cinza pálido na parte traseira.
Os picanços juvenis ecdisam sua cabeça, corpo e algumas penas das asas poucas semanas depois do nascimento, e os adultos têm uma muda completa após o acasalamento. Em ambos os casos, se o processo não está completo no momento da migração, a muda é suspensa e concluída em locais de invernação.

### Vocalização
O picanço-núbio emite os chamamentos estridentes típicos de outros picanços, com repetidos "tsr", "tzr" ou "shek" e alguns assobios, e quando ameaçado produz um ruidoso "krrrr". O bico pode dar um estalido quando o pássaro fica agitado. A canção, de até um minuto de duração, é suave para os padrões de um picanço, com sons trepidantes intercalados com chilros complexos. Ela lembra os cantos de espécies do gênero Hippolais, particularmente a felosa-das-oliveiras‎. Em raras ocasiões, os machos cantam durante o voo.

## Distribuição ehabitat

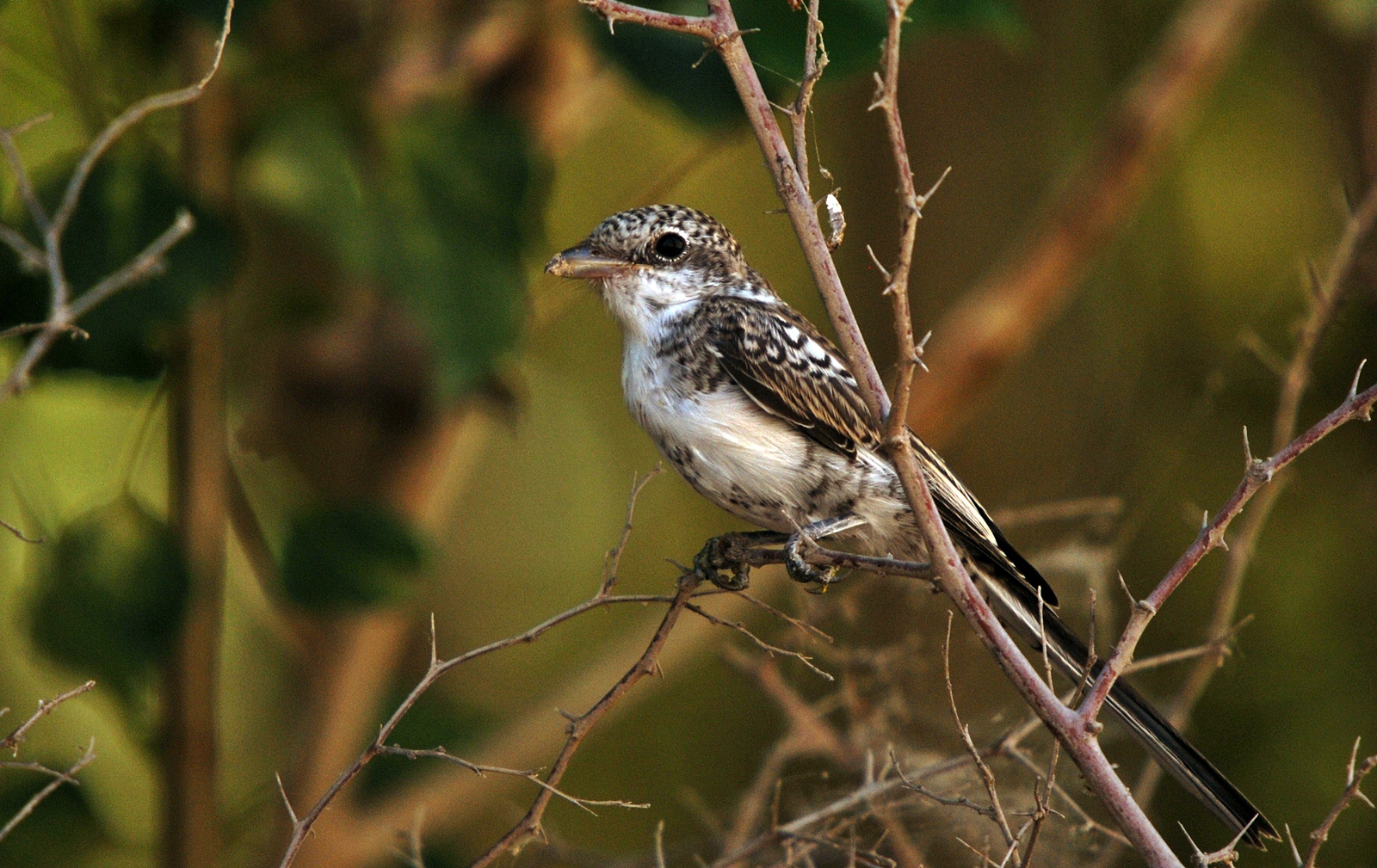
Um picanço-núbio juvenil.

O picanço-núbio se reproduz nos Bálcãs, nordeste da Grécia e algumas das ilhas gregas, Turquia, Chipre e da Síria ao sul de Israel. Ele também nidifica no leste do Iraque e oeste do Irã. Sua área de distribuição mais a leste é incerta, mas pode incluir Afeganistão e norte da Arábia Saudita. É uma espécie migratória, passando o inverno ao sul do deserto do Saara, principalmente no Chade, Sudão e Etiópia. Também pode ser encontrada no oeste e leste do Mali e Nigéria, no norte do Quênia e sul da Arábia Saudita. A maioria dos indivíduos deixam as áreas de reprodução no final de agosto e setembro, e voltam ao norte em fevereiro e março.
A espécie é vista no Egito, Jordânia e Israel com muito mais frequência na primavera do que no outono, o que sugere que sua migração em sentido sul pode estar concentrada mais a leste. Os picanços-núbios mantêm-se em pequenos territórios de cerca de meio hectare na migração, e, ao contrário de outros picanços, podem se reunir em números significativos. Mais de cem deles foram observados numa localidade em Israel, com cinco indivíduos num único arbusto. A ave ocorre como vagante na Argélia, Finlândia, Quênia, Líbia, Espanha, Suécia, Mauritânia e Turcomenistão. Pelo menos três indivíduos foram documentados na Grã-Bretanha, e dois na Armênia.
O habitat preferido do picanço-núbio são as florestas abertas com arbustos e algumas árvores de grande porte. Ao contrário de seus "primos", evita campos muito abertos e de vegetação rasteira. Pomares e outras terras cultivadas, com árvores antigas adequadas ou grandes cercas vivas, também são frequentadas pela espécie. É normalmente encontrado em áreas mais arborizadas do que os picanços simpátricos. Ocorre em planícies e montes de até mil metros. Em algumas áreas de reprodução aparece em altitudes maiores, de até dois mil metros. Pode ocorrer em jardins e resortes quando em migração, e no inverno novamente prefere campos abertos com arbustos espinhosos e árvores grandes, como acácias ou eucaliptos introduzidos.

## Comportamento e ecologia
O picanço-núbio é uma espécie solitária, exceto durante o processo de migração. Ele mantém um território de reprodução de 2 a 5 hectares e também é territorial nos locais de invernação, defendendo uma área de cerca de 3 hectares. Apesar de não ter medo de seres humanos, é agressivo contra os indivíduos de sua própria espécie, bem como outros pássaros que violam seu território. A maioria dos outros picanços usam ramos altos e expostos durante todo o ano, mas o picanço-núbio só usa locais bem visíveis no início da época de reprodução. Ele também pousa na posição vertical, frequentemente inclinando sua cauda, e tem um voo fácil e ágil.
Costuma fingir estar ferido quando em perigo, retornando ao normal somente quando a ameaça desaparece. Picanços jovens são predados por gatos e corvos. A ave pode ser infectada por parasitas como nemátodos, um tipo de carrapato (o Hyalomma marginatum), e pelo menos duas espécies de parasitas do sangue do gênero Haemoproteus.

### Reprodução

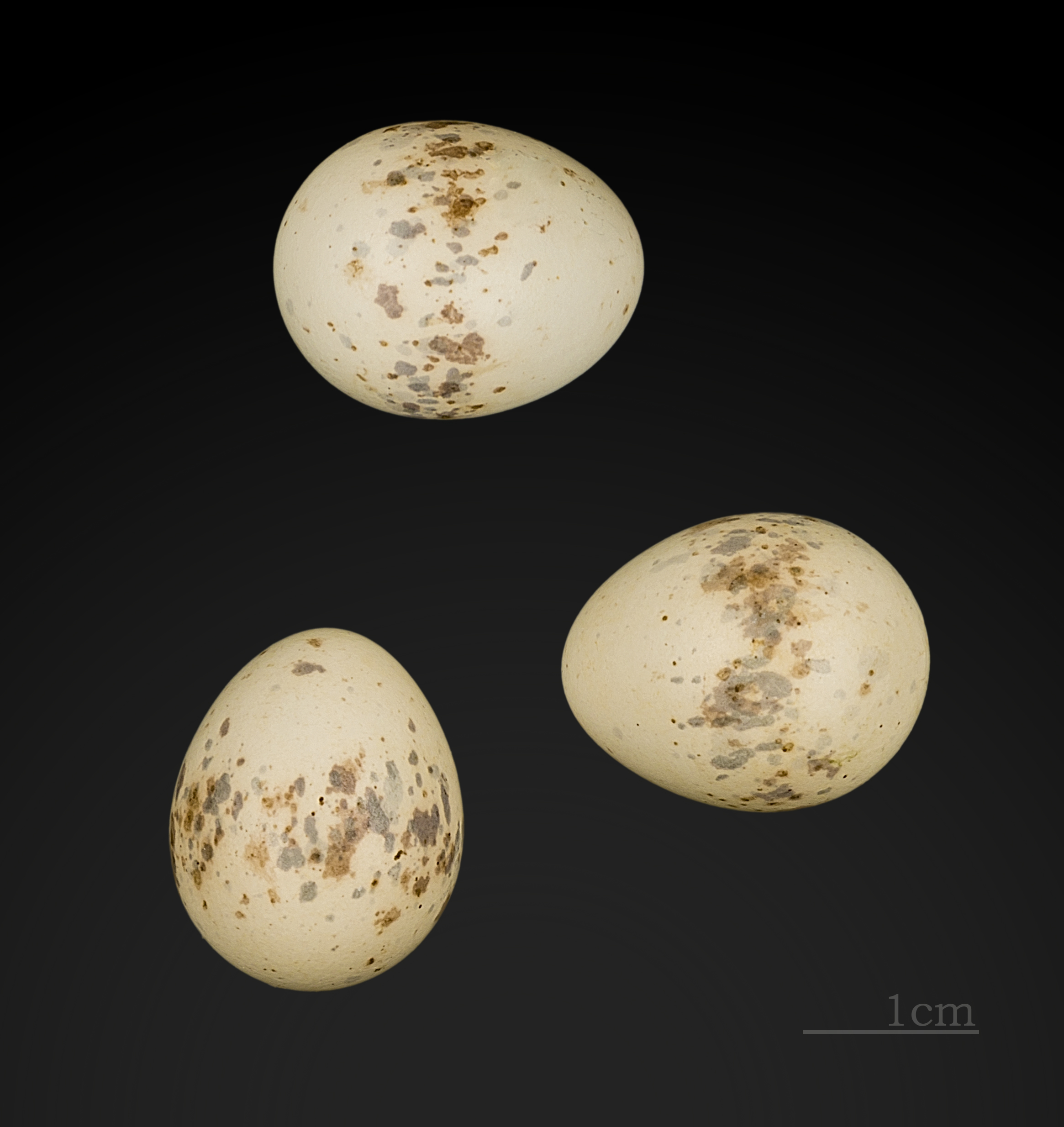
Ovos no Museu de Toulouse.

O macho da espécie canta empoleirado em seu território a partir do início de abril, às vezes afugentando ou competindo vocalmente com machos vizinhos. O cortejo sexual para atrair as fêmeas começa com o pássaro pousando com o corpo ereto e chacoalhando as asas. Depois desce do galho e se curva, enquanto se move ou descansa. O macho pode também rodopiar, ziguezagueando durante o voo de exibição. Às vezes a fêmea é alimentada por seu companheiro: ela se agacha com as asas abertas e emite sons de súplica. Os elementos do ritual de cortejo são compartilhados com outros picanços, mas o movimento de se curvar enquanto se move parece ser único dessa espécie.
O ninho, construído pelo casal, tem o formato de taça e é pequeno e limpo; feito com radículas, galhos e ramos, forrado com lã ou pelos, e adornado com líquen externamente. É construído numa árvore a uma altura de 1,5 a 10 metros do solo. Tem um tamanho médio de 17 cm de largura, 6,5 cm de profundidade e 7,5 cm de diâmetro. Os ovos são postos de abril a junho, principalmente em maio, em regiões de baixa altitude, e cerca de um mês mais tarde nas montanhas. Pode haver novas ninhadas em junho ou julho se a postura anterior falhar. O primeiro ninho é desfeito pelo casal para que seu material seja reaproveitado na nova tentativa de gerar filhotes. Os ovos têm em média 2 por 1,6 cm e sua cor é variável: podem ser cinza, creme ou amarelo, com manchas cinzentas difusas e um anel de pintas marrons. A postura normal da fêmea é de 4 a 6 ovos, que são chocados por ela durante 14 a 16 dias, até a eclosão. Os filhotes, altriciais, são alimentados por ambos os pais até deixarem o ninho 18 a 20 dias depois. Eles são dependentes dos adultos durante cerca de 3 a 4 semanas após a saída do ninho. O picanço-núbio se reproduz já no primeiro ano depois do nascimento, mas seu tempo médio de vida é desconhecido.

### Alimentação
Tal como os seus "primos", o picanço-núbio também procura alimento do alto de um poleiro, tipicamente de 3 a 8 metros de altura, embora geralmente em locais menos expostos do que aqueles preferidos pela maioria dos outros picanços. De um modo geral as presas são capturadas no solo, mas ocasionalmente são pegas em meio aos galhos ou em voo. Depois elas são empaladas em espinhos ou arame farpado, podendo ser devoradas imediatamente ou "guardadas" para serem consumidas mais tarde. Antigamente pensava-se que este comportamento era típico dos machos na época de reprodução, mas este não é o caso. Sabe-se hoje que picanços-núbios de ambos os sexos empalam suas presas no inverno e durante a migração.
O picanço-núbio se alimenta principalmente de insetos, embora outros artrópodes e pequenos vertebrados também sejam capturados. As aves engordam antes da migração, mas em menor grau do que outros passeriformes, porque podem se alimentar no caminho, às vezes predando outros migrantes cansados. Apesar de seu tamanho relativamente pequeno, o picanço-núbio foi registrado como predador de espécies maiores, a exemplo do papa-amoras-cinzento e andorinhão-pequeno. Vertebrados são mortos a bicadas na parte de trás da cabeça.

## Conservação
A União Internacional para a Conservação da Natureza e dos Recursos Naturais (UICN) estima que a população europeia do picanço-núbio esteja entre 105 e 300 mil indivíduos, sugerindo um total global de 142 a 600 mil aves. Embora a população pareça estar em declínio, tal diminuição não é rápida o suficiente para se enquadrar nos critérios de vulnerabilidade da entidade. O seu grande número e as extensas áreas de reprodução, abrangendo cerca de 353 mil km2, fazem com que o pássaro seja classificado pela UICN como uma "espécie pouco preocupante".
O número de picanços-núbios tem diminuído nas últimas décadas na Europa, embora a Bulgária, Grécia e Chipre ainda tenham vários milhares de casais reprodutores. Na Turquia existem aproximadamente 90 mil pares. A espécie está em declínio na Grécia e na Turquia por causa da perda de habitat, e uma grande diminuição de sua população em Israel vem ocorrendo possivelmente pelo uso de pesticidas. Na Somália, já é considerada rara. Aves em migração são abatidas em diversos países do Mediterrâneo oriental, apesar da proteção legal na maioria deles. Os picanços não têm uma boa reputação na Grécia e na Síria: há uma crença de quem trazem má sorte. Há indícios de que a espécie esteja se adaptando às plantações que estão tomando o lugar das florestas naturais, o que a longo prazo pode ajudar a aumentar as populações de picanços-núbios.

## Na cultura
Os picanços de um modo geral têm uma má reputação devido ao empalamento de suas presas, e os nomes populares que receberam em diversos idiomas refletem isso. Exemplos em inglês incluem "butcher-bird" ("pássaro-açougueiro"), "jacky hangman" ("carrasco"), e "nine killer" ("assassino"). A palavra francesa tarnagas significa "idiota" e refere-se à facilidade com que essas aves podem ser capturadas em campo aberto.
No filme The Great Escape (1963), o prisioneiro de guerra britânico Colin Blythe (Donald Pleasence) dá aulas sobre identificação de aves para encobrir sua criação de documentos alemães falsos. Na cena, enquanto desenha um picanço-núbio no quadro negro, Colin o descreve como "o pássaro açougueiro ... Não é um personagem muito amável ... preto uniforme acima, da cabeça à cauda". Neste ponto, um guarda da prisão vestido de preto é visto entrando. Um prisioneiro americano, Hendley (James Garner), diz ao alemão que precisa ficar e que ele "pode aprender alguma coisa". O alemão, em seguida, comenta que tem "coisas melhores a fazer do que desenhar aves". Em seguida, Blythe descreve que a vocalização do picanço "é uma sucessão monótona de notas ásperas lamentosas".